# Tibicen
Tibicen is een geslacht van zangcicaden dat voorkomt in Europa en het Midden-Oosten.
Kwetsbaar zijn ze vooral wanneer ze vervellen, als dit gebeurt zijn ze vooral kwetsbaar voor roofdieren. 90% van de tibicen sterft tijdens de vervelfase.

## Species
- Tibicen armeniacus (Kolenati, 1857)
- Tibicen bihamatus (Motsjoelski, 1861)
- Tibicen esfandiarii (Dlabola, 1970)
- Tibicen flammatus (Distant, 1892)
- Tibicen gemellus (Boulard, 1988)
- Tibicen isodoi (Boulard, 1988)
- Tibicen plebejus (Scopoli, 1763)